# Orientale (distretto di Mosca)
Il distretto amministrativo orientale, in russo Восточный административный округ?, è uno dei 12 distretti amministrativi in cui è suddivisa la città di Mosca. Fino al 2012, è stato il più esteso dei distretti - occupava il 14,3% della superficie della città - ed il secondo per popolazione residente.
È servito dalle linee di metropolitana Sokol'ničeskaja, Arbatsko-Pokrovskaja e Kalininskaja, nonché parzialmente dalla stazione di Vychino.
Viene suddiviso in 16 quartieri:
- Bogorodskoe (Богородское)
- Vešnjaki (Вешняки)
- Vostočnoe Izmajlovo (Восточное Измайлово)
- Vostočnyj (Восточный)
- Gol'janovo (Гольяново)
- Ivanovskoe (Ивановское)
- Izmajlovo (Измайлово)
- Kosino-Uchtomskij (Косино-Ухтомский)
- Metrogorodok (Метрогородок)
- Novogireevo (Новогиреево)
- Novokosino (Новокосино)
- Perovo (Перово)
- Preobraženskoe (Преображенское)
- Severnoe Izmajlovo (Северное Измайлово)
- Sokolinaja Gora (Соколиная Гора)
- Sokol'niki (Сокольники)